# Ольховникова, Ирина Владимировна
Ирина Владимировна Ольховникова (укр. Ірина Володимирівна Ольховникова; род. 8 сентября 1959, Запорожье) — советская украинская легкоатлетка, специалистка по бегу на короткие дистанции. Выступала за сборную СССР по лёгкой атлетике в конце 1970-х — начале 1980-х годов, обладательница бронзовых медалей чемпионата Европы и Всемирной Универсиады, многократная победительница и призёрка первенств всесоюзного значения, участница чемпионата мира в Хельсинки. Представляла Запорожье и спортивное общество «Спартак». Мастер спорта СССР международного класса. Тренер по лёгкой атлетике.

## Биография
Ирина Ольховникова родилась 4 июня 1959 года в городе Запорожье, Украинская ССР.
Начала заниматься лёгкой атлетикой в 1975 году в местной запорожской секции, выступала за добровольное спортивное общество «Спартак». Тренеры — О. Г. Скибин, В. И. Сай.
Впервые заявила о себе на международном уровне в сезоне 1977 года, когда вошла в состав советской сборной и выступила на юниорском европейском первенстве в Донецке, где участвовала в программах бега на 200 метров и эстафеты 4 × 100 метров.
В 1979 году на чемпионате страны в рамках VII летней Спартакиады народов СССР в Москве с командой Украинской ССР одержала победу в эстафете 4 × 400 метров.
На чемпионате СССР 1981 года в Москве взяла бронзу в эстафете 4 × 200 метров.
В 1982 году выиграла бронзовую медаль в беге на 200 метров на зимнем чемпионате СССР в Москве, тогда как на летнем чемпионате СССР в Киеве получила серебро на дистанции 200 метров и завоевала золото в эстафете 4 × 100 метров. Принимала участие в чемпионате Европы в Афинах — в дисциплине 200 метров остановилась на предварительном квалификационном этапе, в эстафете 4 × 100 метров заняла пятое место, в то время как в эстафете 4 × 400 метров вместе с соотечественницами Еленой Корбан, Ольгой Минеевой и Ириной Баскаковой стала бронзовой призёркой, уступив только командам из ГДР и Чехословакии.
В 1983 году на VIII летней Спартакиаде народов СССР в Москве трижды поднималась на пьедестал почёта: победила в беге на 200 метров и в эстафете 4 × 400 метров, была второй в эстафете 4 × 100 метров. Будучи студенткой, представляла Советский Союз на Всемирной Универсиаде в Эдмонтоне, где финишировала шестой в финале 200 метров и завоевала бронзовую награду в эстафете 4 × 100 метров. Благодаря череде удачных выступлений удостоилась права защищать честь страны на впервые проводившемся чемпионате мира по лёгкой атлетике в Хельсинки — здесь дошла до полуфинала в дисциплине 200 метров и стала шестой в эстафете 4 × 100 метров. Также в этом сезоне отметилась выступлением на Кубке Европы в Лондоне, показав третий результат в эстафете 4 × 100 метров.
За выдающиеся спортивные достижения удостоена почётного звания «Мастер спорта СССР международного класса» (1982).
Окончила Киевский государственный институт физической культуры и впоследствии работала тренером, с 1999 года занимала должность тренера сборной команды Украины по лёгкой атлетике в Запорожской области. Первый заместитель главы Запорожского областного отделения Национального олимпийского комитета Украины.